# Ligamento redondo do útero

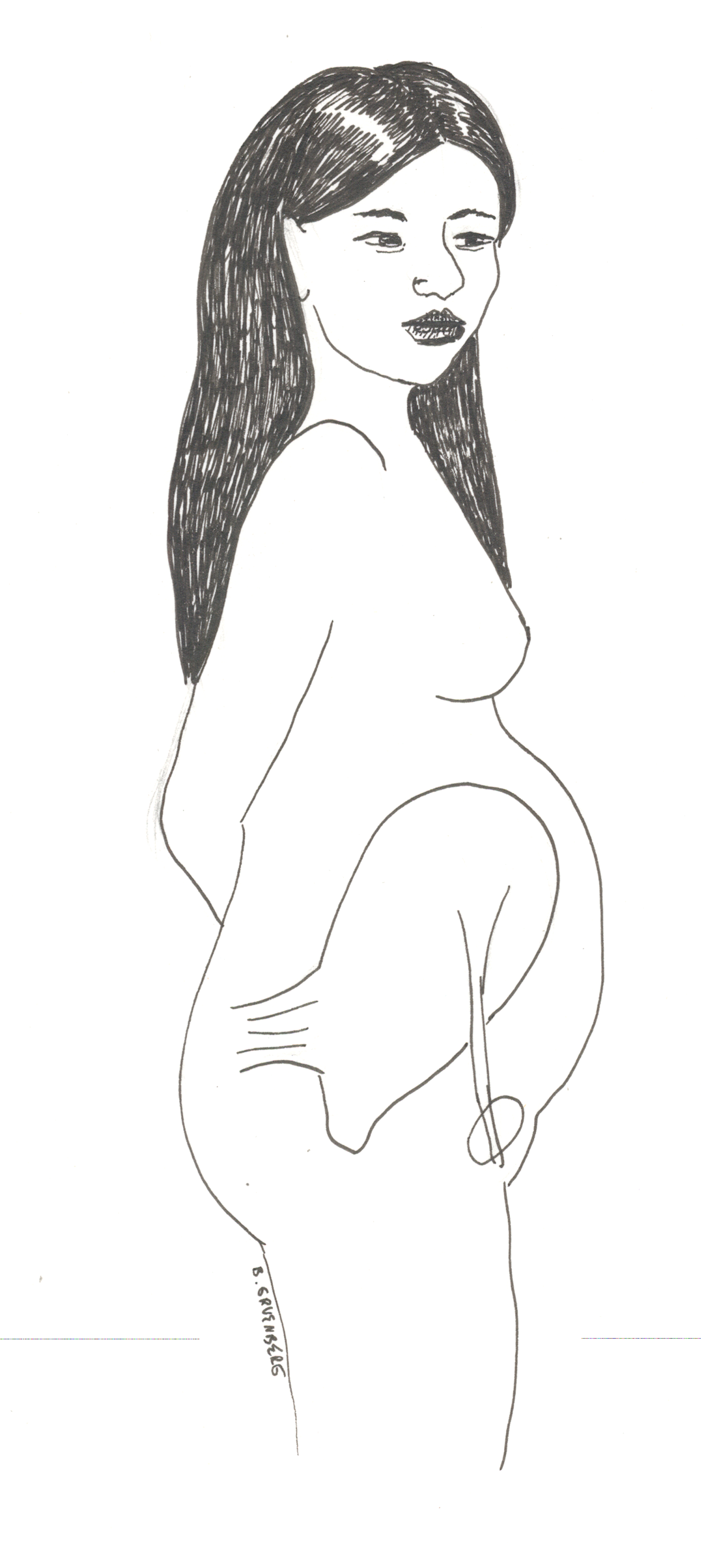
Ligamento redondo (do fundo do útero até região inguinal)

Ligamento redondo do útero é uma fibra muscular que se liga ao útero e passa ao longo do ligamento largo, atravessando o canal inguinal e chegando ao lábio maior.